# Willy Oelsen
Willy Oelsen (* 11. September 1905 in Ostheim vor der Rhön; † 25. Juli 1970 in Ratingen-Hösel) war ein deutscher Metallkundler und Metallurge.

## Leben

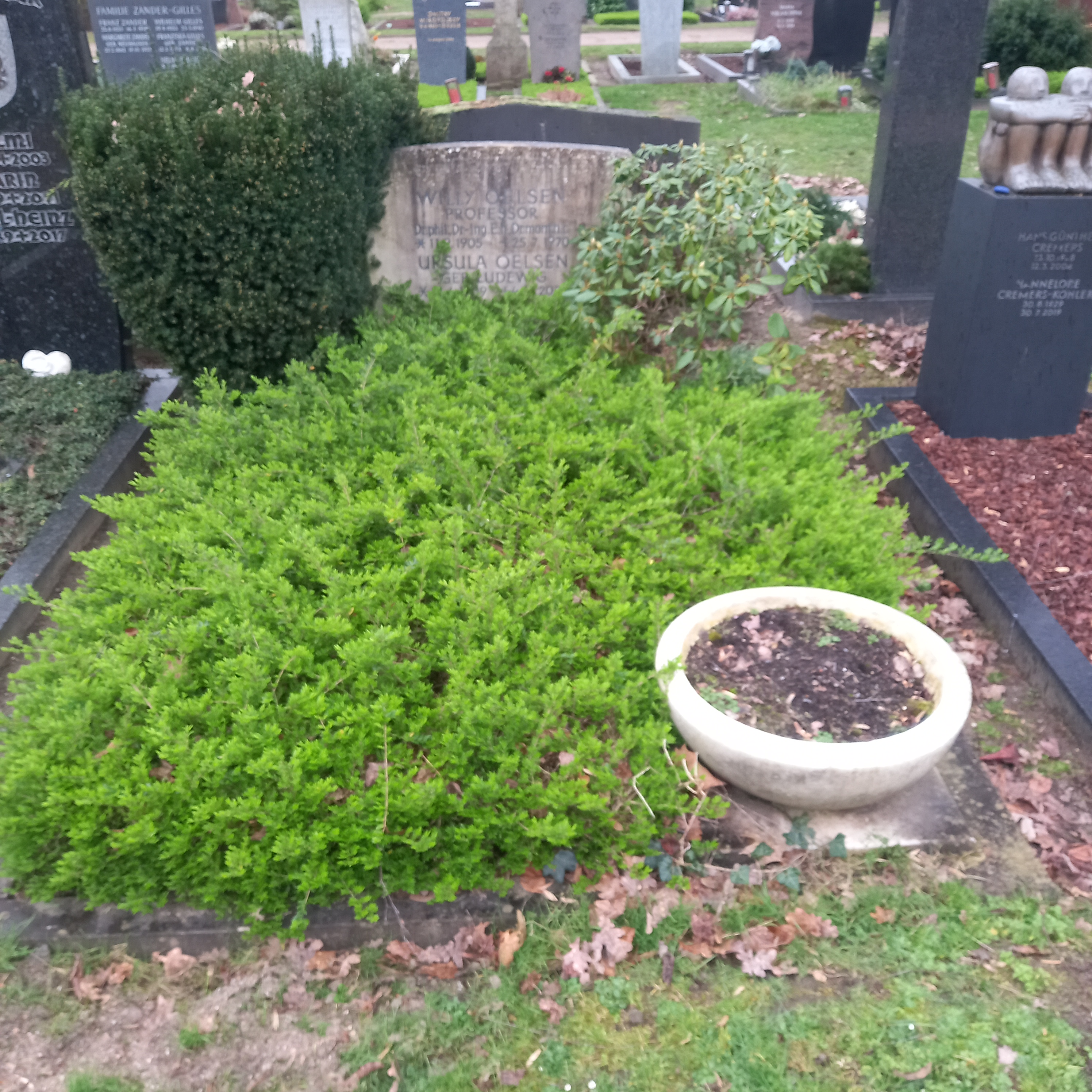
Das Grab von Willy Oelsen und seiner Ehefrau Ursula geborene Ludewig auf dem Nordfriedhof (Düsseldorf)

Willy Oelsen, Sohn des Eisenbahnschaffners Friedrich Oelsen (* 1874) und dessen Frau Ida geb. Barthelmes (* 1882), studierte nach dem Abitur 1924 in Göttingen an der Universität Göttingen ab 1925 Chemie, Mathematik, Physik, Mineralogie und Metallkunde. Unter Gustav Tammann fertigte er seine Dissertation Die Abhängigkeit der Konzentration gesättigter Mischkristalle von der Temperatur an, mit der er 1929 zum Dr. phil. promoviert wurde. Anschließend untersuchte er als Tammanns Assistent in dessen Institut für Physikalische Chemie die Reaktionen zwischen Metallbädern und Schlacken.
1931 wurde er persönlicher Assistent des Institutsdirektors Friedrich Körber des Kaiser-Wilhelm-Instituts für Eisenforschung in Düsseldorf, um nach einigen Jahren die Leitung der chemischen und metallurgischen Abteilung zu übernehmen. 1941 wurde er zum wissenschaftlichen Mitglied des Instituts berufen. Seine Forschungsarbeiten trugen wesentlich zur Klärung der metallurgischen Grundlagen des Thomas-Verfahrens bei.
Oelsen lehrte ab 1938 als Dozent und ab 1944 als außerplanmäßiger Professor Metallchemie an der Universität Münster und während der letzten Kriegsjahre an der Bergakademie Clausthal, wohin 1943 das Düsseldorfer Kaiser-Wilhelm-Institut für Eisenforschung nach Bombardierung ausgelagert worden war. 1948 wurde Oelsen auf den Lehrstuhl für Eisenhüttenkunde und Gießereiwesen der Bergakademie Clausthal berufen, wo die Entwicklung der Hochtemperaturkalorimetrie zur systematischen Messung von Bildungswärmen intermetallischer Verbindungen (heutiger Fachbegriff der Thermodynamik: Bildungsenthalpie) und ganzer Legierungsreihen sowie die coulombmetrische Analyse insbesondere von Kohlenstoff und Schwefel in Eisenlegierungen und Schlacken Schwerpunkte seiner Arbeit wurden. Vier Jahre war er Dekan der Fakultät für Bergbau und Hüttenwesen sowie 1958/59 Rektor der Bergakademie.
1959 kehrte er mit der Berufung zum Direktor des zum Max-Planck-Institut für Eisenforschung gewordenen Eisenforschungsinstituts nach Düsseldorf zurück, das er bis zu seinem Tode leitete. Umfangreiche Untersuchungen über die Reaktionen zwischen kohlenstoffgesättigten Eisenschmelzen und Schlacken bildeten den Schwerpunkt seiner Tätigkeit. Seine über 140 Veröffentlichungen fanden weltweite Anerkennung.

## Auszeichnungen und Mitgliedschaften
- 1949 Auswärtiges Mitglied des Max-Planck-Instituts für Eisenforschung
- 1952 Mitglied der Braunschweigischen Wissenschaftlichen Gesellschaft
- 1959 Honorarprofessor der Bergakademie Clausthal
- 1960 Honorarprofessor der Universität Köln
- 1963 Ehrendoktorwürde (Dr.-Ing. E. h.) der Bergakademie Freiberg
- 1965 Ehrendoktorwürde (Dr. mont. h. c.) der Montanistischen Hochschule Leoben
- 1965 Ehrenmitglied des Iron and Steel Institute of Japan
- 1970 Ehrenmitglied des Vereins Deutscher Giessereifachleute

## Werke (Auswahl)
- Physikalisch-Chemische Grundsätze der Metall-Schlackengleichgewichte. Archiv f. Eisenhüttenwesen 6 (1932/33), S. 307–314.
- Beziehungen zwischen Bildungswärmen, Aufbau und Eigenschaften technisch wichtiger Legierungen. Stahl u. Eisen 56 (1936), S. 1401–1411.
- Einfluß der Elemente auf den Polymorphismus des Eisens. Archiv für das Eisenhüttenwesen 19 (1948), S. 111–117.
- Metallurgie des Hochofens. Stahl u. Eisen 69 (1949), S. 147–143.
- Thermodynamik der Eisenlegierungen. Stahl u. Eisen 69 (1949), S. 468–475.
- Die Natur- und Geisteswissenschaften und die Lehre der technischen Fächer an der Universität Göttingen. Vortragsreihe d. niedersächs. Landesregierung z. Förderung d. wiss. Forschung in Niedersachsen, Heft 5 (1958).
- Aufbauende oder analysierende metallurgische Forschung. Freiberger Forschungshefte, R. B, Heft 98 (1963).